# 上思厚壳树
上思厚壳树（学名：Ehretia tsangii）为紫草科厚壳树属下的一个种。